# Tufilândia
Tufilândia este un oraș în unitatea federativă Maranhão (MA), Brazilia.